# Cranleigh
Cranleigh – wieś w Anglii, w hrabstwie Surrey, w dystrykcie Waverley. Leży 48 km na południowy zachód od centrum Londynu. Miejscowość liczy 11 241 mieszkańców.